# Stroiești
Stroiești es una comuna del norte de Rumanía, en el județ de Suceava.
La comuna comprende tres núcleos urbanos:
- Stroiești
- Vâlcelele
- Zaharești

## Geografía
La Comuna de Stroiești está situada a unos 12 km, al oeste de la ciudad de Suceava, capital de la provincia del mismo nombre.
El término municipal se extiende de norte a sur unos 9 km, y está atraesada por tres arroyos que fluyen de norte a sur y desembocan en el río Șomuz de la aldea de Liteni.
Stroiești limita al norte con las comunas de Todirești y Bălăceana,al este con la comuna Șcheia, al sur con Liteni, de la Comuna Moară y al oeste con las comunas de Ilișești y Ciprian Porumbescu. 
En la zona norte, los arroyos Ilișasca y Bălaceana se reúnen en la vecina aldea de Vâlcelele, formando el río Bălaceana, desembocando en el río Suceava seis kilómetros más adelante. Stroiești tiene una superficie de 33.86 km², lo que representa un 0,43% del total de la provincia de Suceava, Stroiești es recorrida por el ferrocarril Suceava-Vatra Dornei, las carreteras DN 17 Suceava-Vatra Dornei, la DJ 209 D Dărmănești - Liteni y otros caminos locales que la unen con las localidades vecinas.

## Relieve

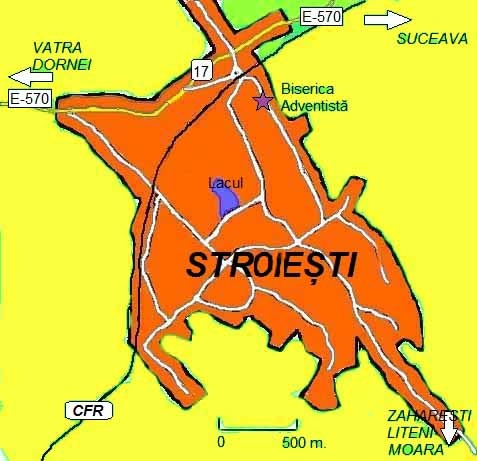
Núcleo urbano de Stroiești.

Es predominantemente suave, con colinas y laderas, con un suelo de "chernoziom" apto para todas las labores agrícolas, especialmente para las patatas. La colina más alta en la zona norte es la Dealul Gropii, con 466 m, descendiendo hacia una depresión con varios cerros, entre los que destacan el Movila Mare (449 m), el Movila Mică (410 m), el Corjan (422 m), y el Monte Căldărușa (400 m).

## Historia
Las primeras pruebas documentadas de la existencia de Troiești se remontan al año 1429, en tiempos de Alejandro el Bueno. El documento fue publicado por primera vez en la "Revista Histórica de Dacia" y más tarde en los "Documentos Moldavos anteriores a Esteban el Grande". El documento, escrito en rumano con caracteres cirílicos, tiene el siguiente contenido:

### El más antiguo documento sobre Stroiești
Suceava, 3 de junio de 1429,

"Con la gracia de Dios, Nos, el Voivoda Alejandro, Señor de Moldavia, hacemos conocimiento en este libro nuestro, a quien vaya a buscarlo o se le escuche leyéndolo, que se cita que a éstos auténticos jóvenes y boyardos nuestros, los fieles Pan Lazar, Pan Stancu y Pan Costea, hijos de Ivan Vornicul, que nos han servido con fidelidad, le hemos ofrecido nuestra misericordia y hemos fortalecido el fervor de su padre,y que le hemos dado nuestras tierras a su pueblo, llamado Tulova, donde se halla su registro, y a los Strointi originarios del Șomuz y a los Zaharinti originarios del Șomuz."

### Ion Grămadă

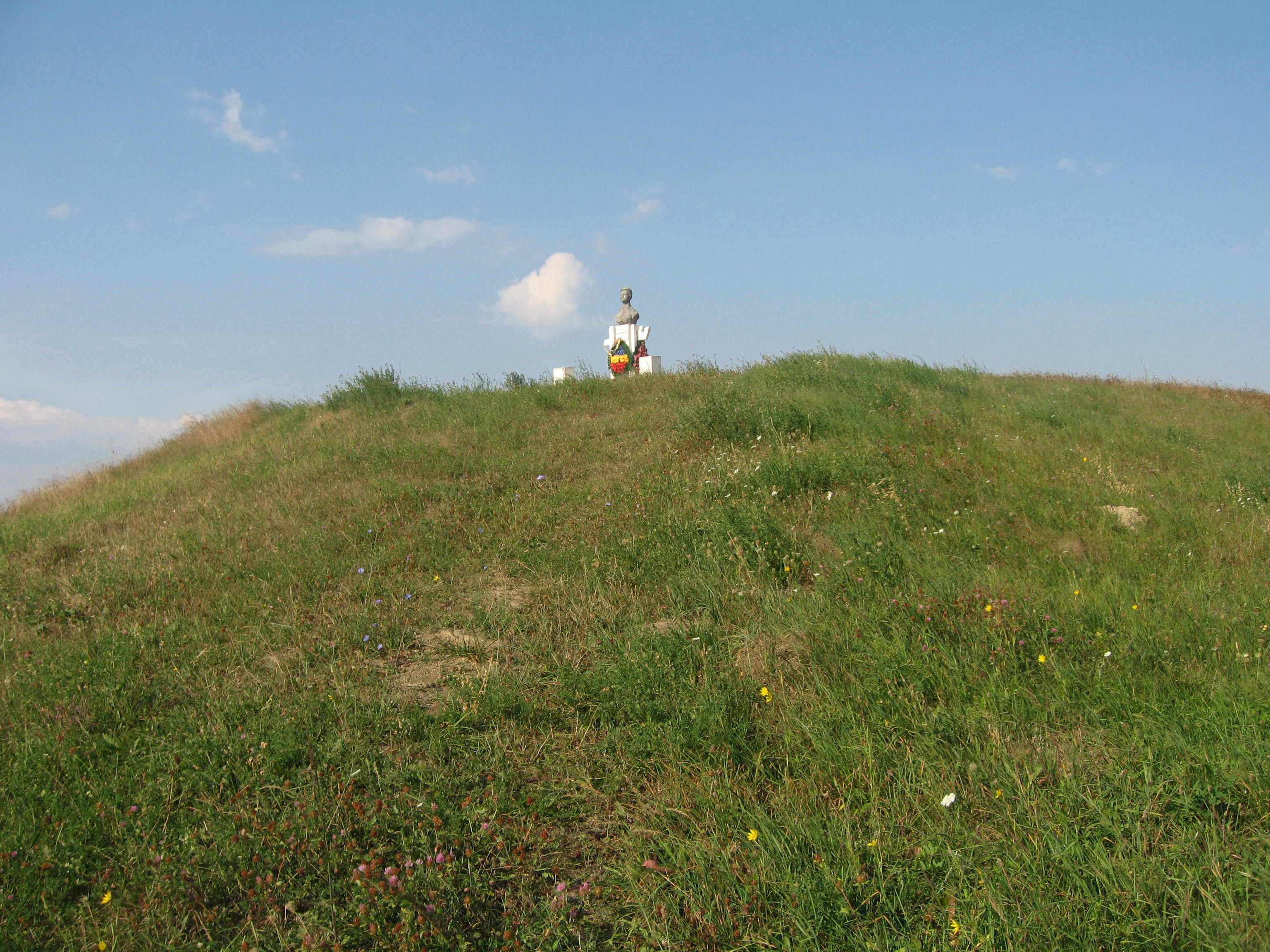
Monumento al escritor Ion Grămadă en las cercanías del pueblo.

Nacido en la pedaná de Zaharești, este escritor rumano, fundador de una revista literaria, es el más ilustre vecino de la localidad. Ver más información.